# Viâpres-le-Grand
Ne doit pas être confondu avec Viâpres-le-Petit.
Viâpres-le-Grand est une ancienne commune française située dans le département de l'Aube et la région Grand Est. Elle est rattachée à la commune de Plancy-l'Abbaye depuis 1972.

## Géographie
Située entre Plancy-l'Abbaye à l'ouest et Viâpres-le-Petit à l'est, cette ancienne commune est traversée par les routes D 56 et D 56d.
L'Aube coule au sud du village.

## Toponymie
Anciennes mentions : Vicus Asper en 753 ; Viaspera en 1062 ; Viaspre et Viasprum en 1153 ; Viasperum en 1207 ; Viapres en 1222 ; Grangia de via Aspera en 1236 ; Viaspera magna en 1407 ; Viaspra magna en 1428 ; Viapera, Viâpre le Grand, Grand Viapre et Viaspres le Grand au XVIIIe siècle.

## Histoire
Le 1er juillet 1972, la commune de Viâpres-le-Grand est rattachée à celle de Plancy-l'Abbaye sous le régime de la fusion simple.

## Démographie
| 1793 | 1800 | 1806 | 1821 | 1831 | 1836 | 1841 | 1846 | 1851 |
| ---- | ---- | ---- | ---- | ---- | ---- | ---- | ---- | ---- |
| 150  | 108  | 135  | 142  | 145  | 149  | 149  | 156  | 156  |

| 1856 | 1861 | 1866 | 1872 | 1876 | 1881 | 1886 | 1891 | 1896 |
| ---- | ---- | ---- | ---- | ---- | ---- | ---- | ---- | ---- |
| 163  | 157  | 142  | 140  | 154  | 145  | 135  | 127  | 101  |

| 1911 | 1921 | 1926 | 1931 | 1936 | 1946 | 1954 | 1962 | 1968 |
| ---- | ---- | ---- | ---- | ---- | ---- | ---- | ---- | ---- |
| 115  | 94   | 92   | 105  | 109  | 100  | 91   | 93   | 84   |

## Monuments
L'église Saint-Loup-de-Sens possède un vitrail représentant le jugement dernier et dont les éléments les plus anciens ont été réalisés vers 1530. La verrière est classée comme patrimoine mobilier en 1913.